# Hillevi Rombin

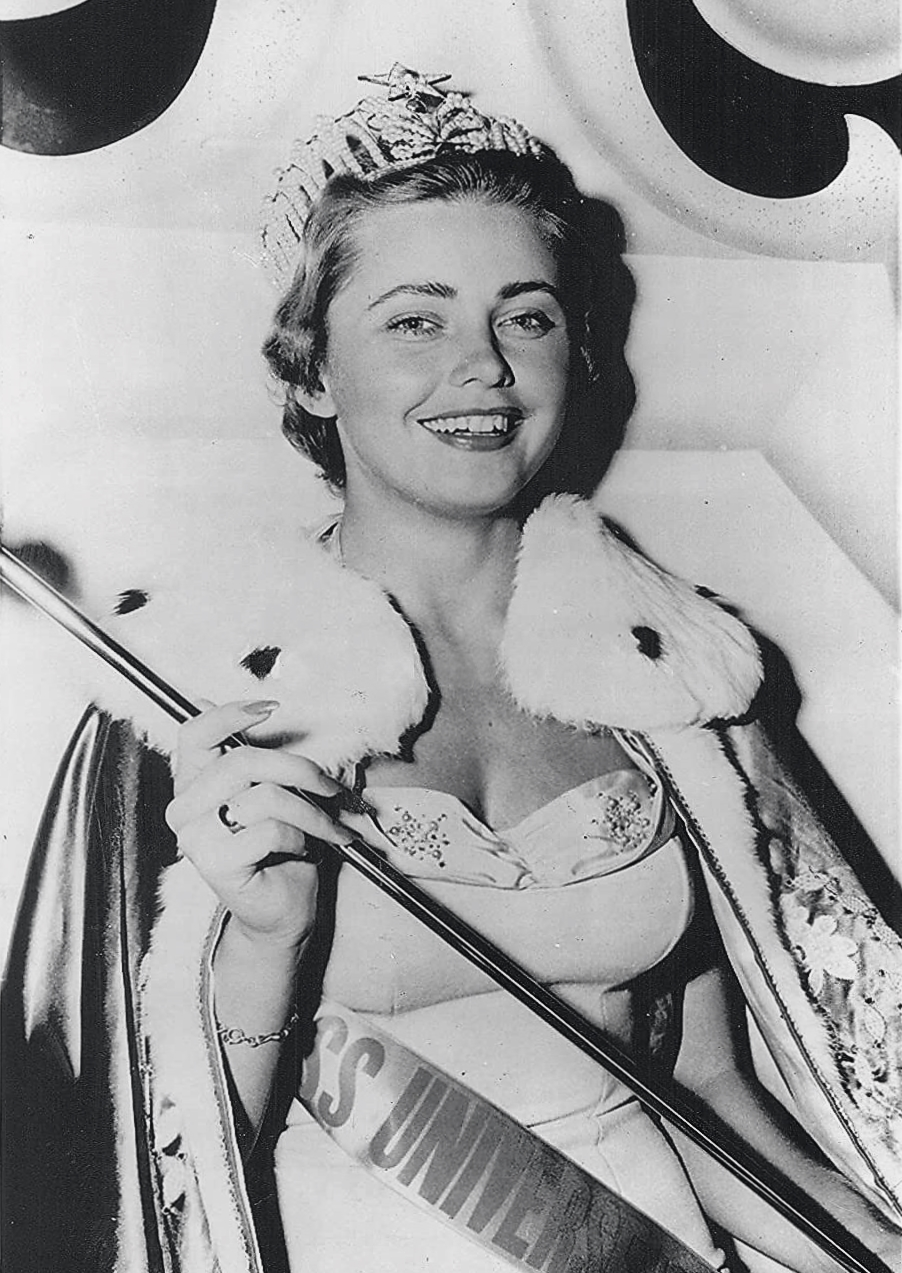
Hillevi Rombin

Hillevi Rombin coniugata Schine (Uppsala, 14 settembre 1933 – Los Angeles, 29 giugno 1996) è stata una modella svedese, incoronata Miss Universo 1955.

## Biografia
Cresciuta a Uppsala, Uppland prima di competere al concorso Miss Svezia era stata campionessa di decathlon in Svezia. Dopo aver vinto il titolo di Miss Universo 1955, la Rombin lasciò il proprio paese per trasferirsi ad Hollywood per adempiere al contratto con la Universal Pictures, parte del premio di Miss Universo. Lì, studiò recitazione insieme a John Gavin, Clint Eastwood e Barbara Eden. La Universal fece recitare la Rombin in piccolissime parti in un paio di film, come The Benny Goodman Story (1955) ed in Istanbul (1957).
Tuttavia, prima di riuscire ad intraprendere una vera e propria carriera nel cinema, Hillevi Rombin rinunciò preferendo sposarsi con l'attore G. David Schine nel 1957, da cui ebbe sette figli. Il loro matrimonio durò quaranta anni, prima che i due morissero insieme, in un incidente aereo accorso nel 1996, in cui perse la vita anche uno dei loro figli, al comando del velivolo.